# KLHL40
Le KLHL40 (pour « kelch-like family member 40 ») est une protéine dont le gène est le KLHL40 situé sur le Chromosome 9 humain.

## Rôle
Il est situé au niveau des bandes I et A du sarcomère et se fixe à la nebuline, assurant la stabilité de cette dernière ainsi que de la leiomodine 3.

## En médecine
La mutation du gène peut entraîner une myopathie à némaline.